# Marian Świderek

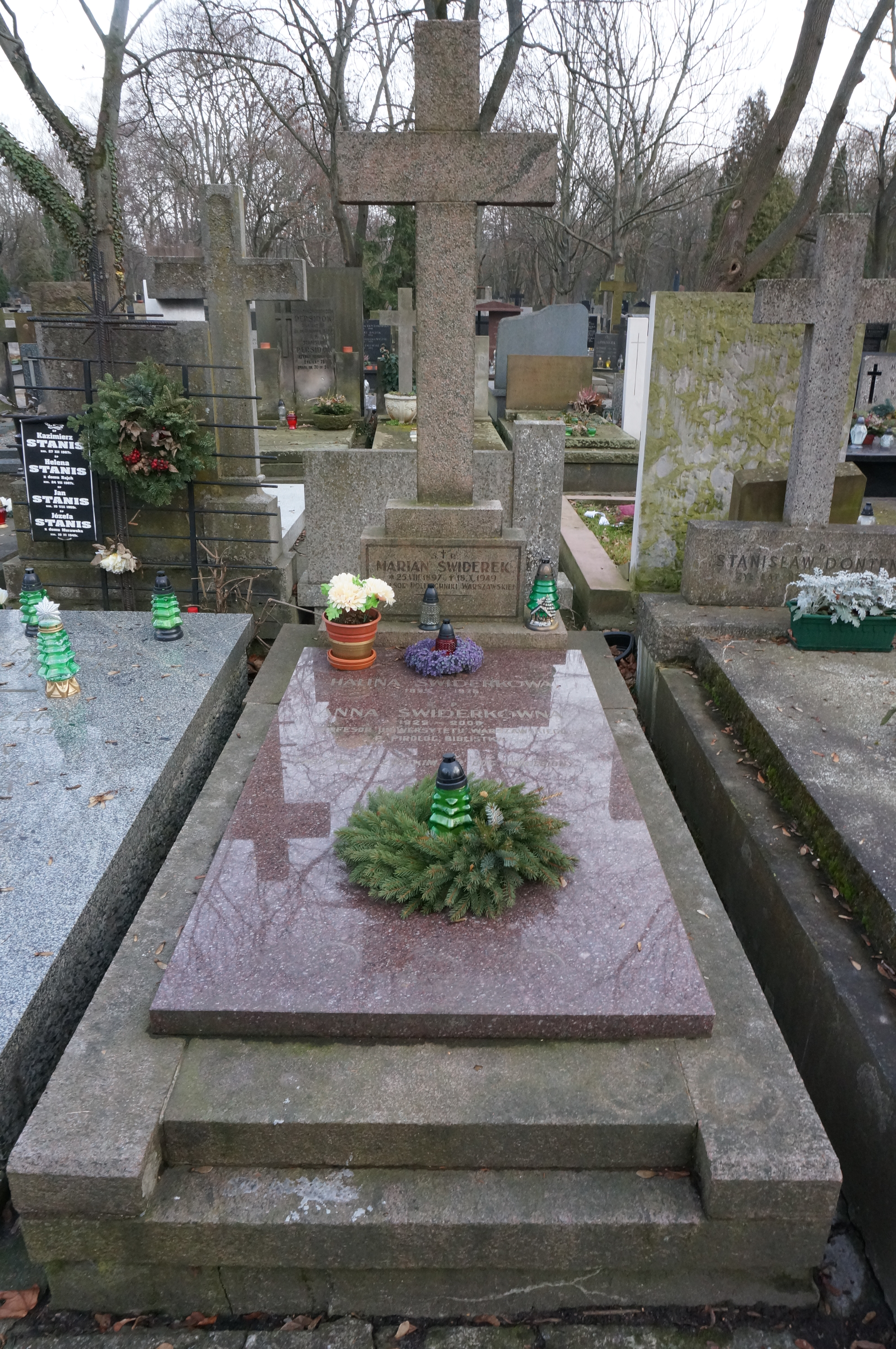
Grób Mariana Świderka na Starych Powązkach

Marian Świderek (ur. 25 sierpnia 1897 w Łodzi, zm. 18 października 1949 w Warszawie) – polski chemik, organizator i pierwszy dyrektor Głównego Instytutu Chemii Przemysłowej, porucznik AK.

## Biografia
Marian Świderek urodził się w Łodzi 25 sierpnia 1897 roku. Był synem Konstantego i Heleny z domu Tomaszewskiej. Studiował na Politechnice Warszawskiej. W 1926 obronił doktorat, habilitacja w 1935 z zakresu chemicznej technologii organicznej. Od 1927 roku był zatrudniony w Wojskowym Instytucie Przeciwgazowym, jednocześnie prowadząc wykłady z technologii mas chłonnych.
Gdy Niemcy napadły na Polskę w 1939 roku, został zmuszony do spalenia wyników swoich prac badawczych, by te nie dostały się w ręce okupantów. Był poszukiwany przez Gestapo. Uwięziony w 1940, trafił najpierw do więzienia w Sanoku, a następnie do obozu koncentracyjnego w Buchenwaldzie. W obozie pozostawał do jesieni 1943. Po powrocie do okupowanej stolicy był czynnie zaangażowany w tajne nauczanie i organizację struktur politechniki. Podczas powstania warszawskiego był w Komendzie Głównej Armii Krajowej, w Kierownictwie Produkcji Uzbrojenia, w wytwórni granatów ręcznych na ul. Kruczej 11. Był ciężko ranny. Po powstaniu trafił do niewoli, nr jeniecki 305225.
W 1945 mianowany dyrektorem Instytutu Przemysłu Chemicznego, który musiał zorganizować od podstaw. W 1946 objął Katedrę Technologii Organicznej Ogólnej Politechniki Warszawskiej. W 1947 wyjechał do Stanów Zjednoczonych, skąd sprowadził sprzęt oraz księgozbiór dla instytutu. Po powrocie zorganizował oddział instytutu w Gliwicach. Profesor Świderek zmarł w Warszawie 18 października 1949. Został pochowany na Starych Powązkach.
Odznaczony Srebrnym Krzyżem Zasługi (16 kwietnia 1947).
Marian Świderek był żonaty z Haliną z domu Borkowską, inżynier chemiczką. Ich córką była Anna Świderkówna.